# Освітньо-культурний центр «Дивосвіт»
Освітньо-культурний центр «Дивосвіт» — державний заклад позашкільної освіти у Києві, підпорядкований відділу культури, туризму та культурної спадщини Деснянської районної у м. Києві державної адміністрації. Створений у 2002 році.
До складу центру входять 9 підліткових клубів «Троянда», «Лотос», «Юність», «Ритм», «Космос», «Вікторія», «Зоря», «Гармонія», «Веселка» розташованих в різних місцях Деснянського району. Кожен клуб є підрозділом навчального закладу, в якому організовується робота за багатьма напрямками позашкільної освіти:
- Естетичний (ізостудія, ліплення, бісероплетіння, декоративно-прикладне мистецтво, спів, музично-театральна студія, школа моделей)
- Гуманітарний (англійська мова, підготовка до школи, студія раннього розвитку дитини, шахи)
- Спортивний (туризм, шейпінг, айкібудо, ритмічна гімнастика)
- Сучасна, класична, народна хореографія, брейк-данс.

В системі «Дивосвіту» працюють як платні, так і безкоштовні гуртки. Але для дітей пільгових категорій та з малозабезпечених сімей навчання в будь-яких гуртках або курсах — безкоштовне.
Протягом року у центрі проводиться більше 30 культурно-мистецьких заходів. Вихованці беруть участь у святкових концертах, виставках, майстер-класах як районного рівня, так і на рівні міста.